# Municipio de Vernon (condado de Isabella)
El municipio de Vernon (en inglés: Vernon Township) es un municipio ubicado en el condado de Isabella en el estado estadounidense de Míchigan. En el año 2010 tenía una población de 1369 habitantes y una densidad poblacional de 14,82 personas por km².

## Geografía
El municipio de Vernon se encuentra ubicado en las coordenadas 43°45′29″N 84°48′10″O / 43.75806, -84.80278. Según la Oficina del Censo de los Estados Unidos, el municipio tiene una superficie total de 92.41 km², de la cual 91,54 km² corresponden a tierra firme y (0,94 %) 0,87 km² es agua.

## Demografía
Según el censo de 2010, había 1369 personas residiendo en el municipio de Vernon. La densidad de población era de 14,82 hab./km². De los 1369 habitantes, el municipio de Vernon estaba compuesto por el 96,27 % blancos, el 0,95 % eran afroamericanos, el 1,24 % eran amerindios, el 0,37 % eran asiáticos, el 0,15 % eran de otras razas y el 1,02 % eran de una mezcla de razas. Del total de la población el 1,31 % eran hispanos o latinos de cualquier raza.